# Têmporas
As têmporas, no ano litúrgico da Igreja Católica, são os breves ciclos litúrgicos, correspondendo ao final e início das quatro estações do ano, dedicados especialmente à oração e à penitência. Originalmente, o objetivo das têmporas era passar um tempo de agradecimento a Deus pelos benefícios recebidos da terra e pedindo as Suas bênçãos nas colheitas para que produzissem colheitas abundantes. Sendo uma instituição que afeta toda a comunidade cristã, esse tempo foi organizado até se tornar um conjunto de celebrações litúrgicas, com formas próprias. Desde o início, a celebração dos têmporas envolveu atos penitenciais coletivos, jejuando em seu sentido amplo, particularmente como meio necessário para purificar o espírito e poder oferecer a Deus o culto confiável da Igreja, da maneira mais sincera.
O termo têmporas, que vem do termo latino que significa estações do ano, referia-se originalmente às quatro estações do ano. Hoje, refere-se ao início de cada estação do ano e, em particular, a dias específicos, anteriores ao início de cada estação. É usado apenas no plural. A tradição católica transformou esses dias em dias de jejum e penitência. Parecem ser uma instituição de origem claramente romana, com origem provável durante o século V, e ligadas à vida agrícola e ao ritmo das estações do ano. Havia neste rito uma relação de continuidade com o Antigo Testamento (cf. Zc 8, 19), já que os antigos judeus costumavam jejuar quatro vezes por ano: uma por ocasião da Páscoa; uma antes de Pentecostes; outra antes da Festa dos Tabernáculos, em setembro; e uma última, por fim, antes da Dedicação, que no calendário gregoriano ocorre em dezembro. Desde o começo, também, essa instituição serviu como uma forma de “cristianizar” os festivais pagãos que aconteciam em Roma, em torno da agricultura e das estações.
A tradição mais comum coloca as têmporas nos seguintes dias:
- Têmporas de Primavera ou primeiras: são a quarta-feira, sexta-feira e sábado da segunda semana da Quaresma, ou seja, a semana após o Carnaval.
- Têmporas de Verão ou segundas: são quarta-feira, sexta-feira e sábado da semana após o Pentecostes.
- Têmporas de Outono ou terceiras: são quarta-feira, sexta-feira e sábado após o dia 14 de setembro, o dia da Santa Cruz ou dia da Exaltação da Cruz. Se esse dia cair na quarta-feira, as têmporas serão quarta-feira, sexta-feira e sábado da semana seguinte.
- Têmpora de Inverno ou quartas: são quarta-feira, sexta-feira e sábado após 13 de dezembro, dia de Santa Luzia, em pleno Advento. Se esse dia fôr uma quarta-feira, as têmporas serão quarta-feira, sexta-feira e sábado da semana seguinte.

## Conexão com ateoria humoral
As têmporas são mencionadas no lunário perpétuo em correlação com a teoria humoral em sua edição de 1857. Cada têmpora teria, na tradição católica, relação com um dos quatro humores. O texto diz em português com grafia antiga: 
As Têmporas são certos jejuns, que celebra a Igreja nos quatros tempos do anuo, estabelecidas por S. Calisto Papa. A causa porque a Igreja celebra estes jejuns nos quatro tempos do anno, he (como diz S. João Damasceno) para applacar os movimentos, que causão nos corpos humanos os quatro humores nas quatro partes do anno, e isto por occasião do movimento celeste. E assim se jejuão as primeiras Têmporas na quarta feira, sexta, e sabbado da segunda semana da Quaresma, que he no Verão (usado aqui no sentido de primavera), para que se reprima em nós outros o sangue, que no tal tempo costuma predominar, e inclinar ao vicio da carne, e vangloria.
Jejuão-se as segundas Têmporas no Estio na semana antes da Santíssima Trindade, pra que se reprima a cólera, que no tal tempo costuma predominar, e mover os homens a ira, ódio, e engano.
Jejuão-se as terceiras Têmporas no Outono, em quarta, sexta, e sabbado depois da Santa Cruz, para que se retire ou diminua, e adelgace em nós outros a melancolia, que no tal tempo costuma predominar, a qual move a tristeza, e a avareza.
Jejuão-se as ultimas Têmporas no Inverno, na quarta, sexta, e sabbado depois de Santa Luzia, para que não cresça em nós outros a fleuma, que no tal tempo costuma predominar, e causar preguiça, e frouxidão corporal, e espiritual.